# Lamarque-Pontacq
Lamarque-Pontacq település Franciaországban, Hautes-Pyrénées megyében. Lakosainak száma 867 fő (2022. január 1.). Lamarque-Pontacq Pontacq, Saint-Vincent, Lourdes, Barlest, Bartrès és Ossun községekkel határos.

## Népesség
A település népességének változása:
| Lakosok száma | 814  | 830  | 856  | 852  | 861  | 866  | 869  | 873  | 867  |
|               | 2013 | 2015 | 2016 | 2017 | 2018 | 2019 | 2020 | 2021 | 2022 |